# Penisa flavicincta
Penisa flavicincta là một loài bướm đêm trong họ Noctuidae.